# Дмитерко, Софрон
Владыка Софрон Дмитерко (укр. Софрон Дмитерко) — епископ УГКЦ, епископ-помощник Ивано-Франковский (Станиславский) с 1968 по 1973, епископ Станиславский с 1973 по 1997, с 1997 года эмерит.

## Биография
Родился 1 июня 1917 в селе Бичковцы. В 1932 году вступил в орден василиан.14 мая 1942 года рукоположён на священника епископом Миклошем Дудлашем (Угорской Греко-Католической Церкви). В 1968 году епископ Станиславский Иван (Слезюк) провел хиротонию и провозгласил Софрона епископом-помощником на случай смерти. Через отца Софрона Мудрого об этом известили в Рим. После смерти епископа Ивана принял на себя все функции в управлении Станиславской епархией. С 1973 по 1975 год арестован. 7 ноября 1997 года отрекся от престола. Умер 5 ноября 2008 года.Похоронен в крипте Ивано-Франковского архикафедрального собора.

## Память
- 28 августа 2017 года в селе Погоня открыли памятник[3]
- В городе Ивано-Франковск назвали улицу в честь Софрона Дмитерко[4][5]
- в Ивано-Франковсе открыли музей в честь епископа[6]
- в городе Коломыя назвали улицу[7]